# Laothoe salicis
Laothoe salicis är en fjärilsart som beskrevs av Holle. 1865. Laothoe salicis ingår i släktet Laothoe och familjen svärmare. Inga underarter finns listade i Catalogue of Life.